# Seigny
Seigny é uma comuna francesa na região administrativa da Borgonha-Franco-Condado, no departamento de Côte-d'Or. Estende-se por uma área de 7,81 km². Em 2010 a comuna tinha 173 habitantes (densidade: 22,2 hab./km²).